# 坦克雷杜·内韦斯总统城
坦克雷杜·内韦斯总统城是巴西巴伊亚州的一个市镇。总面积414.912平方公里，总人口22501人，人口密度54.2人/平方公里。